# Coca Cola Zero
Coca-Cola Zero или само Coke Zero (в превод от от английски: zero – „нула“, от нула калории) е газирана безалкохолна напитка, разновидност без съдържание на захар на напитката Кока-Кола.